# 香港01
《香港01》是香港南海控股旗下大地傳媒的網路傳媒公司，由《明報》前主席于品海籌劃創辦，並由蘇曉婷出任行政總裁。
《香港01》是「大地傳媒有限公司」旗下的公司，其創辦人為于品海。《香港01》於2015年6月4日註冊為「香港零一媒體有限公司」（WeMedia01（HK） Limited）；並於2017年12月5日正式更改為「香港01有限公司」（HK01 Company Limite）。2016年1月11日，《香港01》新聞網站正式運作；而同年3月11日，於香港發行《香港01周報》，逢星期一出版，但在2022年8月29日宣佈停止出版。
《香港01》現時總部辦公室設於新界葵涌貨櫃碼頭路88號永得利廣場1座7樓。

## 立場和取態
《香港01》的新聞報道並沒有非常鮮明的政治立場，該媒體的自我定義為「倡議型媒體」，口號是「是時候改變了」，認為社會爭議不應只有「兩種顏色」（即代表親建制派的藍色和親民主派的黃色），積極在框架下尋找第三條路。
《香港01》創始人于品海在中國大陸有不少生意利益往來，其立場較親建制派（偏向淺藍)，可見於由于品海撰文之「01觀點」欄目。然而，不少《香港01》的前線員工及記者則偏向泛民主派（偏向淺黃）。有一些媒體如《香港自由新聞》稱《香港01》為「親北京派」，輔仁媒體批評《香港01》在銅鑼灣書店股東及員工失蹤事件上的報導手法為「維穩的機器」。
在《香港01》創立初期，即2016年時，一份針對香港大學生的調查顯示大學生認為《香港01》立場中立。
《香港01》涵蓋大量具不同選材和角度的採訪和報道，例如針對香港政府、建制派和民主派都嚴辭批評，對於中國或外國的各類正負面新聞亦有廣泛著墨。報道亦常聚集不同派別的讀者留言。在建制派陣營和支持者方面，有不少斥其為「黃媒」、「黑記」，甚至有港區人大代表批其「反中亂港」；在本土派陣營，亦有人視其為「藍媒」和「黨媒」。
2021年後，在《蘋果日報》及《立場新聞》等親民主派媒體被迫結業後，《香港01》吸納大量旗下記者，因而部份讀者認為其取態愈趨本土派。有評論認為《香港01》係「藍皮黃骨」，涉及中國內地的新聞更高機率會聚焦負面報導。

## 瀏覽量
據2021年10月數字，《香港01》不重覆訪客500.7萬人次（包括桌面電腦及流動裝置），成為新聞/資訊-綜合新聞類別第一名，日均不重複到訪人數170萬。在2018年3月至2021年11月期間連續45個月，成為Apple App Store及Google Play Store香港新聞類免費App總下載量排名第一。

## 網站平台
網站頻道目前有「01新聞」、「01觀點」、「01博評」、「01議題」、「國際」、「兩岸」、「經濟」、「環保」、「罪案」、「社區」、「娛樂」、「韓迷」、「女生」、「01教煮」、「好生活」、「親子」、「寵物」、「體育」、「熱話」、「科技玩物」（臉書專頁：「01宅民黨」）、「藝文創意」、「01哲學」、「01影像」、「01偵查」、「01活動」、「01空間」、「Jumper」、「扭耳仔 New Ears Music」和「一物 object a」等等。
到2017年中加設社區組旗下的「隱形香港」、熱話組針對年青人的平台「開罐 Opener」及紋身頻道「第二身」。
2018年新增寵物頻道「毛孩子：我們的故事」、旅遊及飲食分享頻道「好食玩飛」、品味生活頻道「形而」、音樂頻道「01眾樂迷」及天氣交通組。
2018年亦推出外賣自取平台「e肚仔」、以跑步里數換取獎賞的跑步平台「01齊跑」、網上導購回贈平台「一網打盡」及慈善平台「01心意」。
2019年推出旅遊平台「卜卜遊」，提供機票搜尋引擎及預訂服務。8月15日，「01社區」facebook專頁突然關閉，有關報道只保留在網站內。
2020年推出運動平台「齊動LetZ Goal」及「01空間」活動平台。
2025年1月15日夜间，香港01网站提供了简体中文页面，但简体中文页面依旧在中国大陆无法直接访问，但约7月中旬简体中文页面被移除。

## 周報
《香港01》周報於2016年3月11日創刊，逢星期五出版，售價為20港元。內容包括報紙4疊以及《世界 Being Global》和《本土 Being HK》2本雜誌，每月首期再附上《女生 Being Ms》月刊。
2017年1月20日宣布暫時停刊，直至同年的2月13日復刊，改為逢星期一出版，售價減為10港元，現時已轉為電子版報紙。
2022年8月29日宣布電子版停刊。

### 軼事
周報於首日出版時，其中一頁廣告漏印了卡地亞的標誌，因此要全面回收重印。
《香港01》創辦人兼老闆于品海成功邀請前有線電視執行董事馮德雄加盟，將於本月中過後正式上班。據了解，于品海給馮德雄一個全新的職銜叫「Chief Media Officer」（首席媒體執行官），職責就是掌管整個新聞部，總編輯一職則繼續由于品海自己兼任。

## 員工
《香港01》在2018年高峰時期一度有多達800多名員工，包括曾任職《壹週刊》、《明報》、《南華早報》、《明報周刊》以及各大電視台的資深傳媒人，當中更有在業內廣受尊重的編輯和專題記者。2015年9月29日，《香港01》總編輯龍景昌粗略估計，營運資金一年最少要6,000萬港元，五年需要3億港元；他拒絕透露具體投資金額。

## 事件

### 高層變動
2018年3月28日，《香港01》出現高層變動，總編輯兼總經理龍景昌3月底離職，于品海出任行政總裁以及暫代總編輯職務，但並無交代龍景昌離職原因。香港記者協會發出聲明，對此表示極度關注，憂慮人事安排會影響編採獨立。

### 大規模裁員
2019年2月22日，《香港01》向員工發信，以「重整部門架構及人力資源」為由，裁員約70多名員工，佔整體員工比例約9%。多個平台均有人被解僱，如版採主級人員、攝影組、影片製作組、「娛樂」組和「開罐」等。其中有逾100名員工的視頻製作及攝影部裁減30人，「社區」組有約一半人被裁，而2018年秋季才成立的天氣交通組全面遣散。有員工透露稍後或會再有進一步裁員的行動，估計需裁減三成人手。

### 財困下搬遷
《香港01》的辦公室於財困前位於荃灣嘉達環球大廈。2023年8月，《香港01》因財困及租務問題陸續安排不同部門撤出荃灣，於共享辦公室設立臨時辦公室數月後，於2023年年末遷至葵涌永得利廣場。

### 創辦人于品海破產
2024年3月26日，《香港01》創辦人于品海被香港高等法院頒令破產，公司稱于品海未有於公司擔任任何職務，案件只牽涉于的個人財務安排，《香港01》不受影響，公司將繼續如常運作。

## 爭議

### 中共寬大對待劉曉波論
2017年6月27日《香港01》「01觀點」以「香港01記者」為署名發表了《劉曉波保外就醫　一個愛國知識份子的悲劇（页面存档备份，存于）》引起社會若干批評，指香港01認為「中共寬大對待劉曉波」。該文以上論點其後在一天後被修改或刪減。

### 刪改六四事件秘檔報道
2017年12月21日，香港《眾新聞》報道，《香港01》公開英國當局修改檔案法而提早解密的六四事件檔案，然而報道上午發佈後遭抽起，至下午刪改後才重新發佈。經修改後，解放軍27軍在天安門清場時向學生、平民和沒有攜帶武器的士兵“無差別攻擊”的內容遭到刪除，而原版的沒有武器的士兵和學生被軍車“射殺”變成“中槍”。此外，原文引述英方報告指裝甲車多次碾過屍體把他們“压成肉餅”，亦遭到刪除。《香港01》時任總編輯龍景昌回應傳媒查詢時指，修改的原因是文章「寫得不好」、有「誤導內容」，創辦人于品海有沒有參與改動文章並不重要，因為這些評論是自己「作為總編輯」的話。不過，龍景昌拒絶回應于品海是否介入。
2017年12月22日，香港記者協會發表聲明，關注《香港01》對六四報道的處理手法。聲明指，據記協了解，《香港01》按英國解密檔案製作了最少分兩天刊登的六四報道，原定於12月21日發表的第二批稿件被擱置；記協表示極度關注，擔心因報道涉及政治敏感議題而被自我審查。

### 2019年反對逃犯條例修訂草案運動期間
於2019年香港逃犯條例爭議期間，香港01的記者多次被針對，部分事件亦獲得其他傳媒報導。
在反修例運動期間，《香港01》屢發表評論文章，對於示威者陣營五大核心訴求中的「撤回修例」和「成立獨立調查委員會」等表達支持。
2019年12月7日，香港政研會於中午在灣仔舉辦「愛國護港大集會」，民主思路、愛港之聲等團體均有成員出席，包括香港政研會鄧德成在內有多名發言人士表示區選結果不公平，要求重新點票。其後包括香港01在內至少6名記者被包圍及推撞，在場人士以「黑記」、「暴徒」、「曱甴」等字詞形容記者，亦高舉「我們討厭假新聞」等字句，《香港01》一名男記者上前採訪時亦被圍堵騷擾，相機貼上標籤，該記者出示記者證後仍被指是同黨及假記者，並被數名人士推撞，另一名攝影記者同樣被包圍。
2019年11月23日香港區議會選舉的前一天，《香港01》評論編輯室發表兩篇分別題為《什麼人不符合出任區議員應有的品格和德行》及《政治素人空降區選 讓他們鍛煉多四年》的《01觀點》文章，點名不支持203名候選人，引起爭議及疑似違反選舉條例及指引，一群《香港01》編採人員實名聯署就此發出聲明，當中指出由評論編輯室撰寫的觀點文章不代表聯署人士的立場，兩篇評論文在沒有提供充分事實論證之下，點名不支持多名候選人，同時亦未予當事人解釋機會，且大部分在名單內的人並無列出被「不支持」的原因，是有欠公允和有失專業之舉；聲明又指相關文章涉嫌違反選舉管理委員會公布的《區議會選舉指引》，以及《選舉（舞弊及非法行為）條例》；此外，聲明指出《香港01》員工過去數月的反修例示威中，屢次遭到不合理對待，例如有員工被警員用槍指嚇及直接以催淚彈、水炮車、胡椒噴霧攻擊，有警員將站在原地拍攝拘捕的記者誣衊為「衝擊警方防線」，亦屢次有員工被各種不同政見人士襲擊，並有採訪車遭毁壞，批評公司並未公允地譴責粗暴對待員工的行為，提供的保護裝備亦不足。聲明又指，聯署者尊重編輯室有其自由發表觀點，但爭議文章發表後往往是員工在採訪時被敵意對待，客觀效果是導致「社論促使社會撕裂，同事先輸」。而網上亦流傳一段疑為員工大會錄音，創辦人于品海回應員工質問時，表示無論支持或反對政府陣營都有不公平言論，而且示威者破壞商店和擲汽油彈等行為是影響社會運作，「是百分之一百違法。」而堅持發表不支持名單是「好公正」，亦歡迎廉政公署調查。

### 被批評報導不實內容
2020年8月7日，無綫電視以「《香港01》有關《過街英雄》的報導全無根據」為題發出嚴正聲明，批評香港01報導內容不盡不實。聲明指，較早前在網上流傳一篇疑似梁振英先生的發文，要求「立即停播《過街英雄》……」內容不實，全無根據。並批評個別傳媒不但沒有盡一己專業去核實求證（fact check），更穿鑿附會。聲明又批評《香港01》早有前科，該報於2018年10月12日在未經求證之下報導「《開心速遞》鐵定明年大結局不添食，無綫38年自製處境劇將成歷史」，居心叵測。無綫指保留對該傳媒一切法律追究和採訪配合的權利。
2025年5月25日，《01娛樂》表示收到「獨家消息」指黃子華將與導演吳煒倫再度合作開拍《毒舌大狀2》，但於同日下午六時，《毒舌大狀》的社交平台專頁發文否認有關消息。

## 其他業務
香港01於2018年8月推出名為「e肚仔」的外賣自取平台，容許用戶透過流動應用程式向餐廳預訂外賣，可是因經營不善，e肚仔已經轉型為網購平台。

## 獎項
- 偵查組的《新界套丁風雲系列》於2017年榮獲金堯如新聞自由獎中的印刷傳媒大獎[45]
- 亞洲出版業協會（SOPA）「2017年度卓越新聞獎」中共奪5個獎項，包括「卓越環境報道獎」金獎、「卓越視頻報道獎」金獎、「獨家新聞獎」金獎、銀獎及「卓越數據圖像獎」銀獎。[46]

- 2017年及2018年消費權益新聞報道獎（消費者委員會、香港記者協會與香港攝影記者協會主辦）中分別奪4個獎項，包括「文字（新聞／特寫／評論）」組金獎、「文字（調查報道）」組銀獎、銅獎和「新聞攝影」銅獎。[47][48]

- 香港01的《電子垃圾湧港：毒廢料走私三部曲》影片專題，於2017年角逐美國第38屆國際性獎項「Telly Awards」，獲得General News/News Feature類別的大銀獎。[49]

- 第八屆「中大新聞獎」中共奪3個獎項，包括「最佳文字專題獎」大獎、優異獎和「最佳文字新聞獎」大獎。[50]

- 「人權新聞獎」（由國際特赦組織香港分會、香港記者協會及香港外國記者會合辦）中共奪4個獎項，包括「中文文字報道優異獎」、「中文多媒體新聞優異獎」、「突發攝影優異奬」及「特寫攝影優異獎」。[51]

- 亞洲出版業協會（SOPA）「2018年度卓越新聞獎」中共奪2項大獎及3項優異獎，分別為卓越人權報道獎大獎、卓越突發新聞獎大獎、卓越調查報道獎優異獎、卓越女性議題報道獎優異獎和獨家新聞獎優異獎。[52]

- 第六屆（2018年）香港互動市務商會（HKAIM）「傳媒轉型大獎」中，共奪得7個獎項，分別為十大傑出傳媒、周刊類別（流動程式）銀獎、周刊類別（社交媒體）銅獎、周刊類別（網站）金獎、周刊類別（整體）銀獎、十大最喜愛媒體網站和網站類別（整體）銅獎。[53]

- 記者陳信熙的何君堯涉漏報利益衝突獨家系列報道與記者林劍的搬遷粉嶺高爾夫球場系列分析評論文章（共四篇（重置、歷史建築、古樹、古墳篇），但囿於參賽字數限制，參賽作品僅包含前三篇）分別於香港浸會大學傳理學院主辦之「第六屆（2018年）張國興傑出青年傳播人獎」獲新聞（文字組）優異獎及評論優異獎。[54]

- 第三屆恒大商業新聞獎頒獎典禮奪得「最佳大中華商業新聞報道獎（文字組）」銀獎。[55]

- 亞洲出版業協會（SOPA）「2019年度卓越新聞獎」中憑訪問文革攝影師李振盛的報道《文革攝影師李振盛：歷史裏獨裁者都沒有好下場》，奪「卓越藝術及文化報道獎」大獎。[56]

- 在卓越傳媒大獎（The Spark Awards）2020中共有6個項目獲獎，摘下5個金獎、4個銀獎及3個銅獎，一共12個大獎。[57]

## 外部連結
- 官方網站 （页面存档备份，存于）
- 官方网站[]（页面存档备份，存于）（简体中文）
- 香港01的Facebook專頁
- 香港01的X（前Twitter）
- 香港01的Instagram帳戶